# Пјано Инзедијаменти Продутиви (Вибо Валенција)
Пјано Инзедијаменти Продутиви је насеље у Италији у округу Вибо Валенција, региону Калабрија.
Према процени из 2011. у насељу је живело 22 становника. Насеље се налази на надморској висини од 378 м.